# Иодид рутения(III)
Иодид рутения(III) — неорганическое соединение, соль металла рутения и иодистоводородной кислоты с формулой RuI3, 
чёрные кристаллы.

## Получение
- Реакция иода и рутения:

{\displaystyle {\mathsf {2Ru+3I_{2}\ {\xrightarrow {T}}\ 2RuI_{3}}}}
- Обработка гидроксида рутения(III) иодистоводородной кислотой:

{\displaystyle {\mathsf {Ru(OH)_{3}+3HI\ {\xrightarrow {}}\ RuI_{3}+3H_{2}O}}}
- Реакция хлорида рутения(III) и иодида калия:

{\displaystyle {\mathsf {RuCl_{3}+3KI\ {\xrightarrow {}}\ RuI_{3}+3KCl}}}

## Физические свойства
Иодид рутения(III) образует чёрные кристаллы.

## Химические свойства
- Разлагается при нагревании:

{\displaystyle {\mathsf {2RuI_{3}\ {\xrightarrow {130^{o}C}}\ 2Ru+3I_{2}}}}